# Pelagia (Schiff)
Die Pelagia ist ein niederländisches Forschungsschiff. Das Schiff wird vom Koninklijk Nederlands Instituut voor Onderzoek der Zee (NIOZ) betrieben. Es kann weltweit (mit Ausnahme der Polargebiete) eingesetzt werden.

## Geschichte
Das Schiff wurde unter der Baunummer 1019 von Verolme Shipyard gebaut. Die Fertigstellung des Schiffes erfolgte am 23. April 1991. Es ersetzte das bisherige, 1972 in Dienst gestellte Forschungsschiff Aurelia.

## Technische Daten
Der Antrieb des Schiffes erfolgt dieselelektrisch. Der Festpropeller wird von einem Elektromotor mit 1000 kW Leistung angetrieben. Für die Stromversorgung des Antriebsmotors stehen zwei Generatorsätze zur Verfügung. Die Generatoren werden von zwei Dieselmotoren, einem Zwölfzylinder-Dieselmotor (Caterpillar 3508B DITA) mit 856 kW Leistung bzw. einem Achtzylinder-Dieselmotor (Caterpillar 35012B DITA) mit 1.020 kW Leistung, angetrieben und haben Anschlussleistungen von 1.000 bzw. 1.130 kVA. Für die Stromversorgung des Bordnetzes stehen zwei Generatoren mit je 300 kW Leistung (Scheinleistung: 375 kVA) zur Verfügung, die von den Hauptmotoren angetrieben werden. Außerdem wurde ein Notgenerator mit 230 kW Leistung (Scheinleistung: 288 kVA) verbaut, der von einem Caterpillar-Dieselmotor (3406 DITA) angetrieben wird. Das Schiff verfügt über ein Bugstrahlruder mit 450 kW Leistung.
Das Schiff kann bis zu 25 Tage auf See bleiben und dabei 6.600 Seemeilen zurücklegen.

## Ausstattung
Das Schiff verfügt über sieben Decks. Das offene Arbeitsdeck auf dem Achterschiff ist 135 m² groß. Für die Forschungsarbeiten stehen fünf Labore zur Verfügung. Weitere Laborkapazitäten sowie Lagerkapazitäten können über Container zur Verfügung gestellt werden, von denen fünf im Laderaum des Schiffes und vier an Deck gestaut werden können.
Am Heck des Schiffes befindet sich ein schwenkbarer Heckgalgen mit 10 t Hebekapazität. Ein weiteres Hebewerkzeug mit ebenfalls 10 t Kapazität befindet sich auf der Steuerbordseite des Schiffes. Darüber hinaus stehen mehrere Krane zur Verfügung, darunter ein größerer Arbeitskran mit 10 t Hebekapazität im Bereich des Achterschiffs. Weiterhin sind verschiedene Winden vorhanden.
An Bord stehen insgesamt 25 Kabinen zur Verfügung, die für jeweils eine Person vorgesehen sind. Elf der Kabinen, von denen neun zu Doppelkabinen umgerüstet werden können, stehen dem wissenschaftlichen Personal zur Verfügung. Das Schiff wird von elf Besatzungsmitgliedern betrieben und ist für zwölf Passagiere zugelassen.